# Asterope boisduvali
Asterope boisduvali är en fjärilsart som beskrevs av Hans Daniel Johan Wallengren 1857. Asterope boisduvali ingår i släktet Asterope och familjen praktfjärilar. Inga underarter finns listade i Catalogue of Life.